# عقول إجرامية
عقول إجرامية (بالإنجليزية: Criminal Minds)‏ هو مسلسل دراما /تشويق أمريكي يدور حول فريق من المحققين الجنائيين ومحللي علم النفس والسلوك يعرف باسم «وحدة تحليل السلوك» Behavioral Analysis Unit وهي وحدة تابعة لمكتب التحقيقات الفيدرالي «إف بي آي» الذين يجوبون البلاد لحل قضايا مهمة.
بدأ أول عرض للمسلسل في 22 سبتمبر 2005 على شبكة سي بي إس الأمريكية. وفي منطقة الشرق الأوسط يعرض المسلسل على قناة فوكس سيريز، كما أنه يعرض علي قناة إم بي سي 4 وإم بي سي أكشن.

## روابط خارجية
- عقول إجرامية على موقع IMDb (الإنجليزية)
- عقول إجرامية على موقع ميتاكريتيك (الإنجليزية)
- عقول إجرامية على موقع روتن توميتوز (الإنجليزية)
- عقول إجرامية على موقع نتفليكس (الإنجليزية)
- عقول إجرامية على موقع كينوبويسك (الروسية)
- عقول إجرامية على موقع ألو سيني (الفرنسية)
- عقول إجرامية على موقع قاعدة بيانات الفيلم (الإنجليزية)